# Weinherstellung
Die Weinherstellung (auch Weinbereitung, Vinifikation oder Vinifizierung) bezeichnet die Herstellung des alkoholischen Getränks Wein aus eingemaischten Weintrauben oder Traubenmost. Sie kann nach den teilweise verschiedenen Prozessen unterschieden werden in die Weißweinherstellung und die Rotweinherstellung.

## Weißweinherstellung

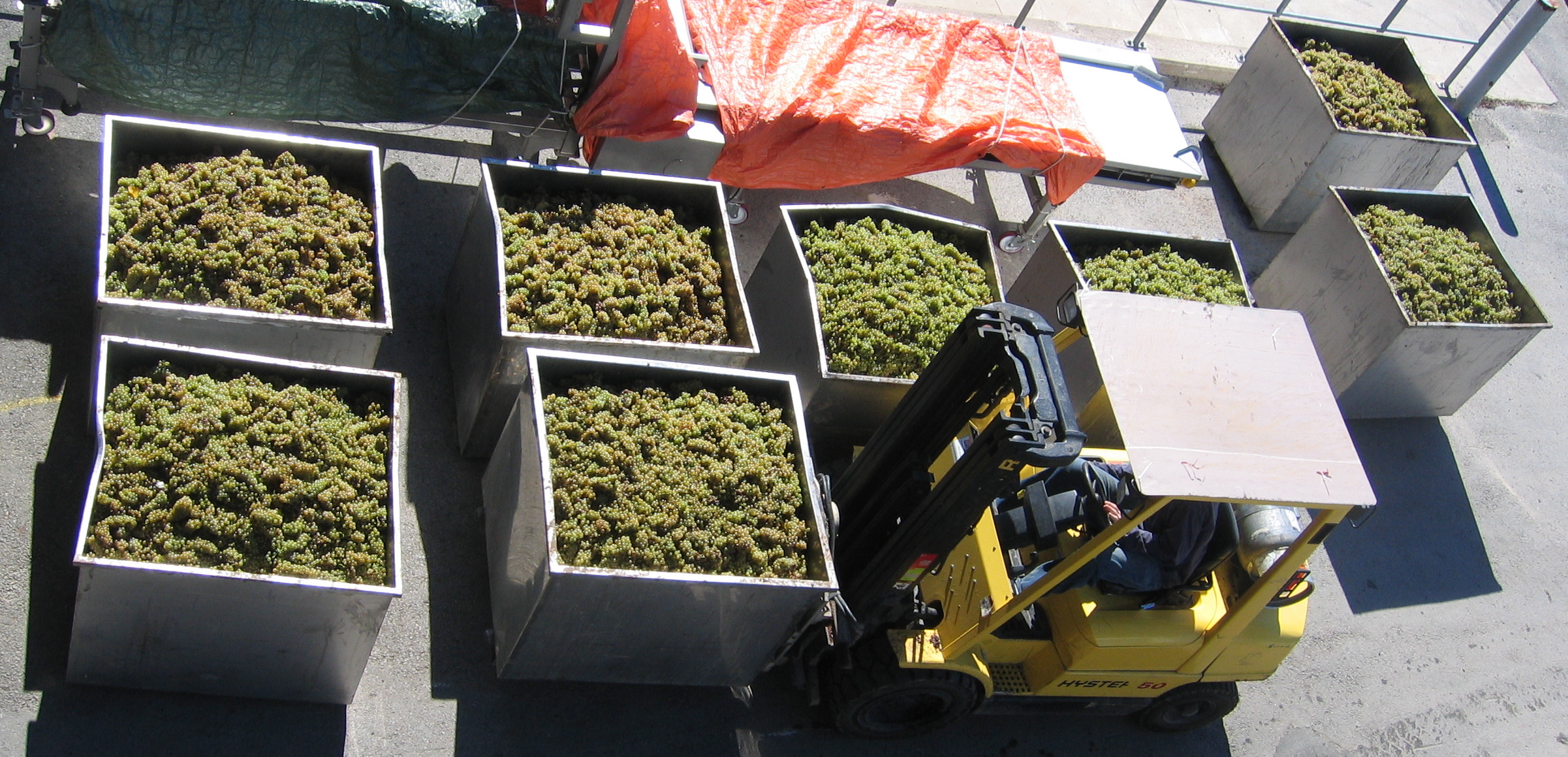
Traubenanlieferung in Großkisten – Kanada

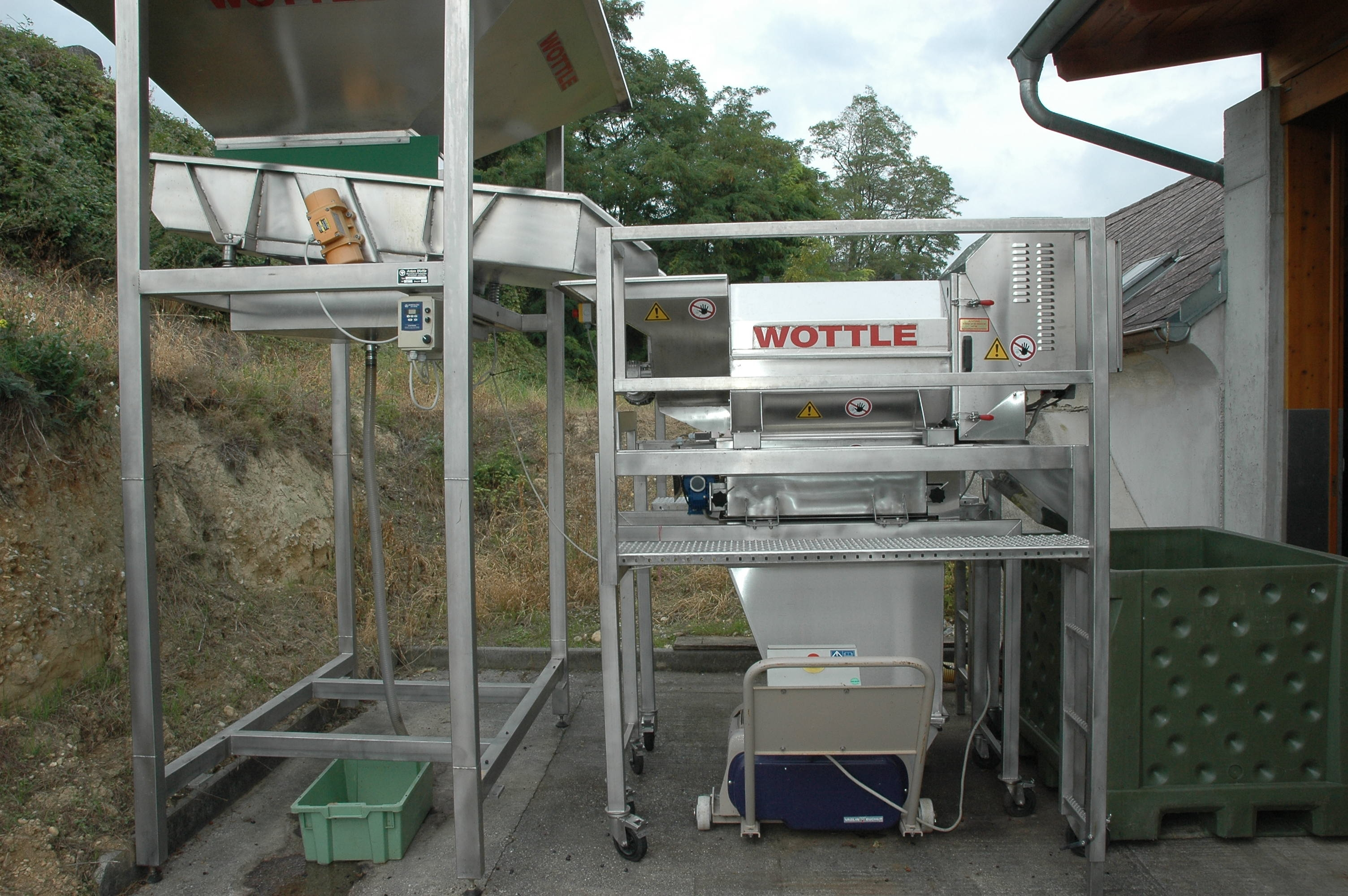
Traubenübernahmestelle: links oben Fülltrichter; Mitte Abbeermaschine mit Maischetrichter und Maischepumpe; rechts Behälter für Traubenkämme (Rappen).

Weißweintrauben werden heute in der Regel in weitgehend reduktivem Zustand verarbeitet und zu Weißwein vergoren und ausgebaut. Die einzelnen Herstellungsstufen werden unterschieden in:

### Maischen
Traditionellerweise werden die Trauben entrappt (abgebeert, Abbeeren), das heißt, die Beeren werden maschinell oder per Hand von ihrem Stielgerüst getrennt. Dann werden die Beeren in einer Mühle zerdrückt, so dass ein dickflüssiges Gemisch aus Fruchtfleisch, Traubenkernen, Schalen und Saft entsteht, die Maische. Die Maische wird nun einige Stunden sich selbst überlassen, um unter anderem Aromavorstufen, Geschmacksstoffe, Phenole und weitere lösliche Substanzen aus den Beeren in den Saft zu extrahieren. Durch diese Maischestandzeit werden Stoffe gelöst, die die Sensorik, Struktur und Haltbarkeit des späteren Weines beeinflussen. Zudem wird die Pressbarkeit verbessert, da nach zwei bis drei Stunden Enzyme freigesetzt werden, die die Pektine der Beerenhaut und des Fruchtfleisches abbauen. Die Standzeit der weißen Traubenmaische ist von der Qualität des Lesegutes abhängig und relativ kurz, in der Regel eine bis sechs Stunden. Weingüter, die sich auf komplexe und lagerfähige Weißweine spezialisiert haben, arbeiten oft mit Maischestandzeit.

### Keltern

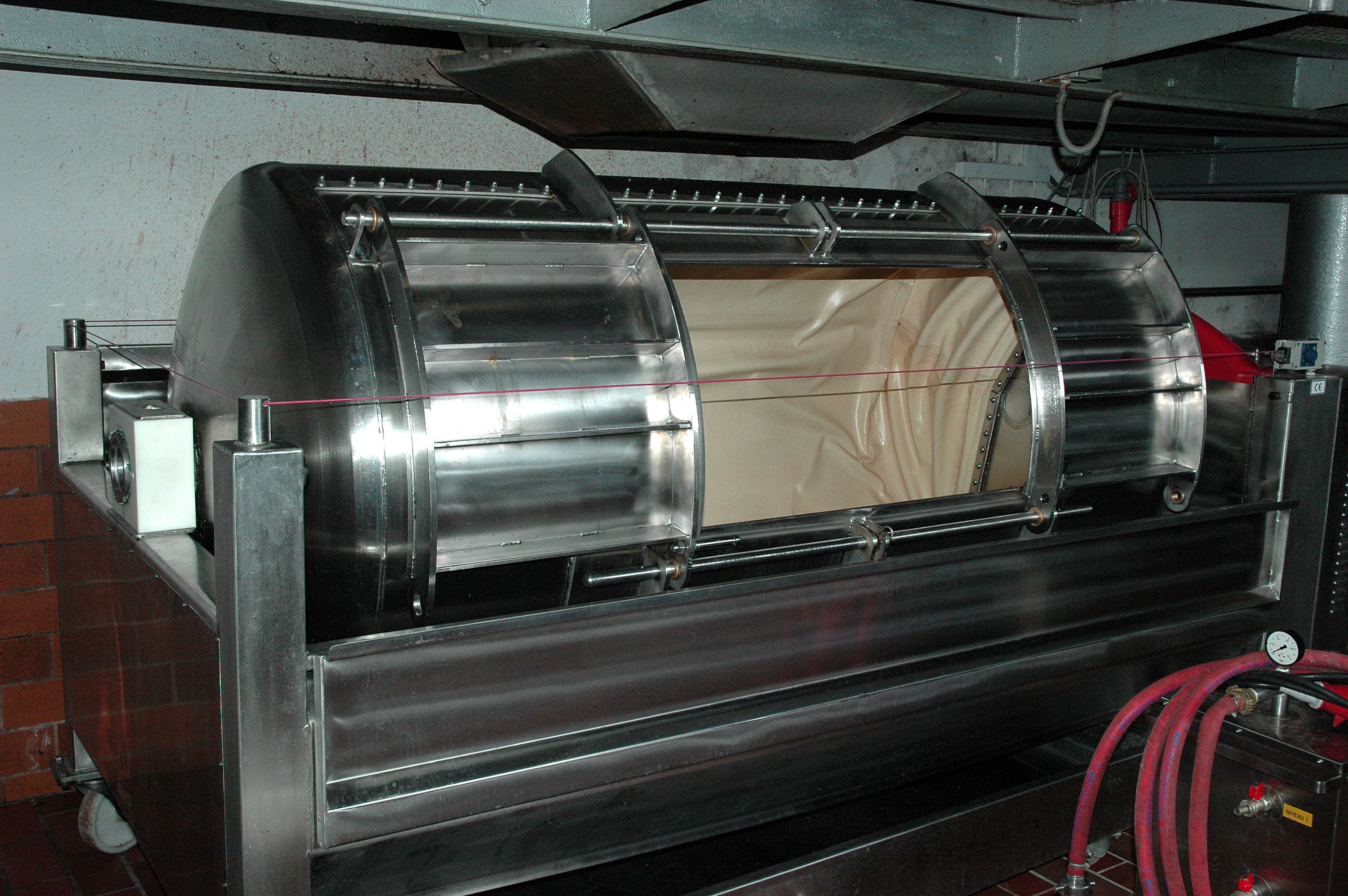
Moderne horizontale Tankpresse zur schonenden Pressung der Maische (geöffnete Presse).

In einer Kelter (auch „Weinpresse“) wird die Maische dann ausgepresst. So werden die Traubenrückstände (Trester) vom süßen Traubensaft (Most) getrennt. Aus ungefähr 115 Kilogramm Trauben gewinnt man 100 Liter Maische, daraus kann man wiederum etwa 65 bis 85 Liter Most gewinnen. Heute werden für Weißwein in der Regel pneumatische Pressen verwendet, bei denen ein Luftsack in der Mitte des Presszylinders aufgeblasen wird. Eine schonende Pressung ist wichtig, damit keine Bitterstoffe in den Wein gelangen. Diese würden durch ein Zerdrücken der Kerne freigesetzt werden.
In den letzten Jahren hat sich in vielen Weingütern auch eine Ganztraubenpressung etabliert, wobei das Einmaischen und die Maischestandzeit entfallen, da die Trauben direkt in die Presse gegeben werden. Bei dieser schonenden Form der Traubenpressung verringert sich der Extraktgehalt des Mostes, da weniger Substanzen aus den Beeren gelöst werden. Ein Vorteil besteht darin, dass der Most eine hohe Qualität (weniger Phenole bei mehr Säure und eine höhere Fruchtigkeit) aufweist. Dieses Verfahren ist für hochreifes Lesegut besonders geeignet und wird etwa bei der Herstellung von feinstrukturiertem Riesling, weißem Qualitäts-Schaumwein aus dunklen Trauben oder von Süßwein wie Sauternes zunehmend angewendet.
Die nach dem Pressen in der Kelter zurückgebliebenen festen Bestandteile der Beeren (Schalen, Samen, Stiele) bezeichnet man als Treber oder Trester. Den Treber hat man früher mit Wasser aufgegossen und nochmals gepresst, dadurch erhielt man den so genannten Treberwein (Tresterwein), der als Hausgetränk („Haustrunk“) für Arbeiter und die Familie des Winzers bereitet wurde. Heute ist dieses Verfahren in Ländern der EU und in den meisten anderen Ländern durch das Weingesetz verboten. Der Trester wird aber in geringem Umfang zu Treber- oder Tresterschnaps (Marc, Grappa) verarbeitet.
Da Treber viele Mineralstoffe, Vitamine und Ballaststoffe enthält, ist er gut als Tierfutter geeignet. Er ist allerdings nicht sehr lange haltbar, da auch beim Trester relativ schnell die Gärung einsetzt. Zudem ist die Tierhaltung in vielen Weinbaugebieten heute nicht mehr sehr verbreitet. Infolgedessen wird der Treber meist als Dünger in den Weinberg verbracht. In manchen Gegenden wird er auch Brotteig beigemischt, wodurch Treberbrot entsteht.
Trester können industriell getrocknet und anschließend als Festbrennstoff in dafür geeigneten Einrichtungen zur Energieumwandlung genutzt werden.

### Anreicherung
In vielen Ländern erlaubt es das Weingesetz, den Most anzureichern, das heißt, es wird Zucker oder Traubendicksaft (RTK) zugesetzt, damit der Wein einen höheren Alkoholgehalt erreicht.

### Schwefelung
Der gewonnene Most wird anschließend geschwefelt. Dies geschieht, indem Schweflige Säure oder Schwefeldioxid in den Most geleitet wird. Alternativ kann dies auch durch den Zusatz von Kaliumdisulfit (auch Kaliumpyrosulfit genannt) geschehen. Die Schwefelung soll
a) die Oxidation verhindern, das heißt:
- oxidationsempfindliche Wein-Inhaltsstoffe schützen
- enzymatische Bräunung verhindern
- die Entwicklung eines Luft-, Sherry- oder Alterstons verhindern

b) vor mikrobakteriellem Verderb schützen, das heißt:
- das Wachstum unerwünschter Mikroorganismen, wie etwa der „wilden“ Hefen, Milchsäure- und Essigsäurebakterien hemmen.

Die richtige Dosierung der Zusätze ist für den Verlauf der Gärung und Reifung von großer Bedeutung und damit auch entscheidend für die Weinqualität. Fertig ausgebaute Weine sollten etwa 40 Milligramm Schwefeldioxid pro Liter enthalten, wobei jedoch bei bestimmten Rebsorten und Herstellungsverfahren auch höhere Grenzwerte erlaubt sind. Eine Überdosierung ist nicht unproblematisch, da stark geschwefelte Weine zum einen zu Unbekömmlichkeit führen können mit Anzeichen wie Kopfschmerz und Magen- und Verdauungsbeschwerden und zum anderen eine Überschwefelung eine störende Schwefelgeruchnote verursachen oder in höheren Konzentrationen auch direkt den Geschmack des Weins beeinträchtigen kann. In letzterem Fall spricht man dann davon, dass der Wein „klein“ schmeckt, das heißt, der übermäßige Schwefelanteil verändert das Geschmacksbild des Weins. Außerdem hat überdosierte Schweflige Säure im Wein eine Bleichwirkung und kann somit insbesondere bei wenig farbintensiven Rotweinsorten einen sichtbaren Farbverlust bewirken.
Von besonderer Bedeutung ist, dass die Schweflige Säure bereits nach kurzer Zeit sowohl in freier als auch gebundener Form im Wein vorkommt. Dabei ist die gebundene Form für die konservierende Wirkung der Schwefelung unbrauchbar. Grenzwerte und die Schadwirkung der Schwefligen Säure beziehen sich hingegen auf den Gesamtwert. Daher ist hierbei das Ziel, den Anteil an gebundener Schwefliger Säure gering zu halten.
Dies wird am besten erreicht, wenn ein Wein vollkommen vergärt und das Schwefeldioxid in den kellerhellen (von der Hefe getrennten) Wein eingeleitet wird. Jedoch kann ein Wein bereits während der Gärung verderben, wenn das Lesegut zu viele unerwünschte Mikroorganismen enthält oder die hygienischen Bedingungen der Weinherstellung nicht optimal sind. Das Wachstum von Keimen kann durch die Zugabe von Schwefel reduziert werden. In diesem Fall kann das Risiko einer angemessenen dosierten Schwefelung gegen die Gefahr eines frühzeitigen Verderbs abgewogen werden. Auch hier gilt, wie bei dem gesamten Herstellungsprozess, das Gebot der Guten Kellerpraxis, was einen angemessenen Einsatz der Schwefelung vorschreibt.

### Gärung

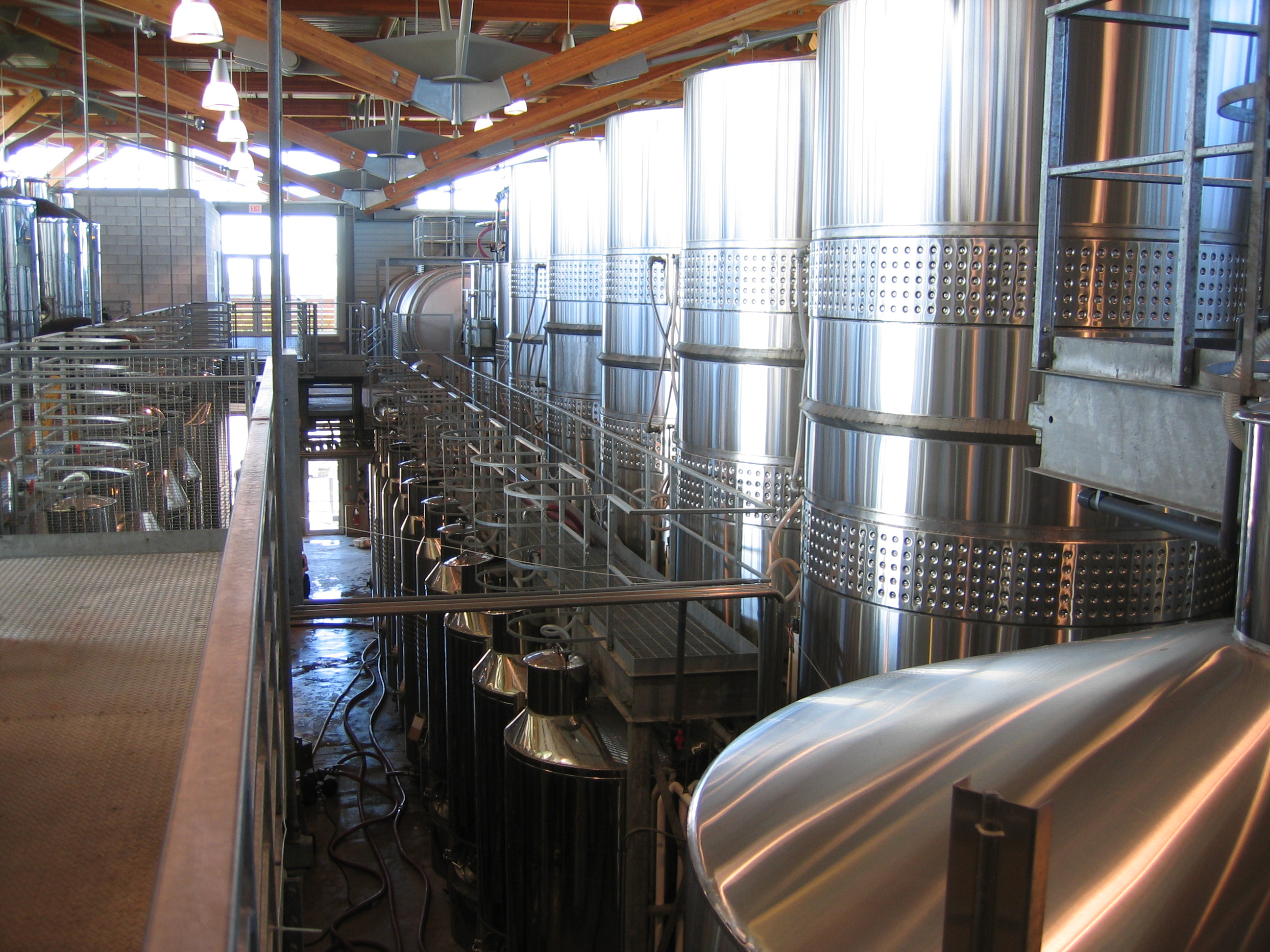
Gärtanks aus Edelstahl in einer kanadischen Weinkellerei

Anschließend findet die Gärung statt. Sie verläuft in mit Gärverschlüssen wie dem Gärröhrchen abgedichteten Fässern, Metalltanks oder rechteckigen Behältern aus Edelstahl. Durch exogene Zuckerhefen auf den Trauben oder im Keller kann der Gärvorgang von selbst in Gang gebracht werden, häufig werden jedoch spezielle Reinzuchthefen zugesetzt.
Die Hauptgärung dauert sechs bis acht Tage. In dieser Zeit wird der im Most enthaltene Zucker zu Alkohol umgesetzt. Während der Gärung kann sich die Flüssigkeit auf bis zu 30 °C erwärmen. Dies hat zur Folge, dass sich die Hefen schneller vermehren und der Wein schneller durchgärt. Die meisten Weinerzeuger möchten dies verhindern und steuern die Temperatur der Gärflüssigkeit, um eine temperaturkontrollierte Gärung zu erreichen. Die meisten Winzer vergären Weißwein bei 15 bis 18 °C und Rotweine bei 22 bis 25 °C. Je länger die Gärung dauert, desto frischer und schlanker wirkt der Wein, umgekehrt wird der Wein kräftiger, wenn er bei höherer Temperatur vergoren wird. Dies ist auf die Gerb- und Aromastoffe, die Träger der Geschmacksstoffe, zurückzuführen, die bei höheren Temperaturen mit anderen Stoffen mehr reagieren und so zu einem kräftigeren Geschmack im Wein beitragen.
Nach dem Gärvorgang erreichen die meisten Weine zwischen 8 und 13 Volumenprozent Alkohol; es gibt Ausnahmen, bis zu 17 Prozent Alkohol lassen sich durch Gärung mit bestimmten Hefestämmen erreichen. Außer Alkohol entstehen noch ungefähr 400 andere Verbindungen, die Einfluss auf den Geruch und den Geschmack des Weines haben. Solange sich der Most im Gärprozess befindet, wird er im deutschsprachigen Raum auch als Federweißer beziehungsweise Federroter (Roter Rauscher) oder in Österreich als Sturm bezeichnet. Wenn der Most komplett durchgegoren wird, erhält man „trockenen“ Wein. Wird die Gärung vorzeitig unterbrochen (Gärunterbrechung), erhält man je nach Menge des unvergorenen Restzuckers „halbtrockenen“, „lieblichen“ oder süßen Wein. Bei niedrigen Temperaturen kann die Gärung auch von alleine ins Stocken geraten. Diesen Prozess können Winzer in den nördlichen Grenzlagen oftmals recht einfach steuern, indem sie eine Keller-Außentüre bei kalter Witterung öffnen.

### Abstich
Etwa gegen Ende Dezember ist im mitteleuropäischen Raum die Gärung in der Regel abgeschlossen. Die abgestorbenen Hefen sinken dann langsam zu Boden. Manchmal kommt es spontan oder vom Kellermeister gesteuert zu einer Nachgärung, der malolaktischen Gärung. Sie wird auch als biologischer Säureabbau bezeichnet, da bestimmte Milchsäurebakterien die Äpfelsäure im Wein zur milderen Milchsäure umbauen (auch gewollt eingeleitet durch die Zugabe von Oenococcus oeni). Weißweine aus kühlen Anbaugebieten enthalten mehr Äpfelsäure, aus warmen Anbaugebieten weniger. Die meisten deutschen Weißweinwinzer lehnen die malolaktische Gärung ab. Säure kann bei Weißweinen einen lebendigen und erfrischenden Geschmackseindruck generieren.
Nun wird abgestochen (siehe Abstich (Weinbau)), das heißt, die am Boden des Gebindes abgelagerte Hefe (Geläger) wird entfernt und der Wein wird in andere Gebinde umgelagert. Meistens wird der Wein dabei von oben abgesaugt. Die zurückbleibende Hefe kann ausgepresst und der entstehende Hefewein zu Hefebrand gebrannt werden.

### Reifung

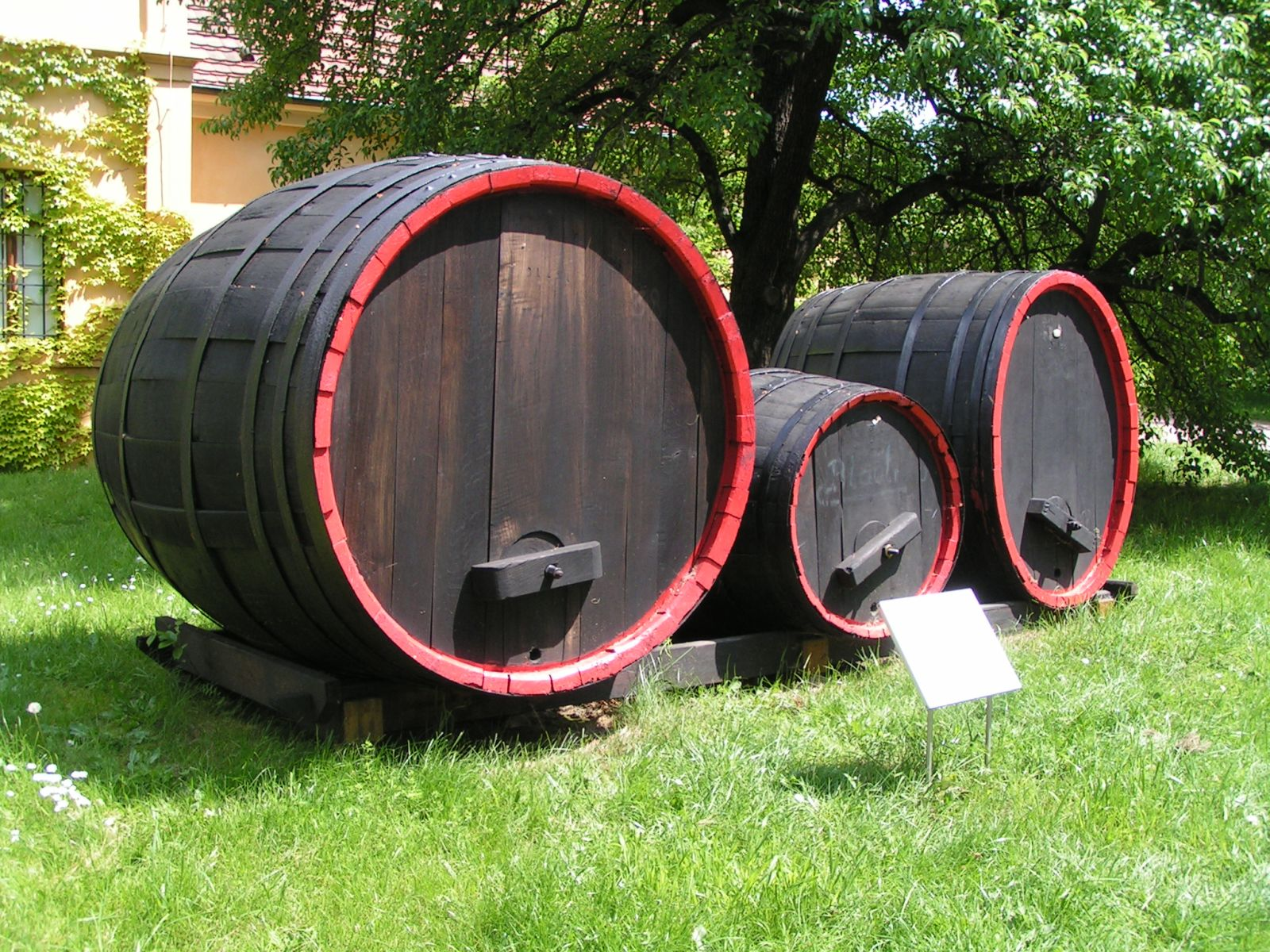
Drei Weinfässer – zwei Fuderfässer zu 3125 und 1000 Liter und ein Stückfass zu 1400 Liter

Der Jungwein ruht nun die nächsten drei bis sechs Monate in Stahltanks, Holzfässern oder selten auch in Glas- und Kunststoffbehältern. In dieser Zeit gärt die Feinhefe, also Schwebeteile der Hefe, die nicht abgesunken sind, nach und baut dabei noch im Wein enthaltene Eiweiße ab. Die Salze der Weinsäure (Weinstein) lagern sich zu dieser Zeit an Boden und Wänden des Gebindes ab. Der Jungwein ist zwar schon trinkbar, aber es folgen, je nach Erfordernis, weitere Umfüllungen, Filtrationen und weitere Nachbehandlungen. Manchmal wird der Wein „geschönt“, wobei noch vorhandene Trübungsstoffe gebunden und ausgefiltert werden.
Manche kräftigen Weißweine werden teilweise einige Monate bis mehrere Jahre in Barriquefässern ausgebaut. Dabei übernimmt der Wein Geschmacks- und Farbstoffe des Holzes. Eine wichtige Rolle dabei spielt das Alter des Fasses, wie oft es also schon in Gebrauch war. Bei neuen Fässern ist der Holzton oft sehr dominant, und der Weingeschmack tritt in den Hintergrund. Bei zu alten Fässern wirkt der Wein manchmal muffig und abgestanden. Die besten Ergebnisse erzielen viele Winzer durch den Ausbau in alten und neuen Fässern und das spätere Verschneiden der Inhalte. Während des Barriqueausbaus werden Weißweine regelmäßig umgerührt (Bâtonnage). Hierdurch sollen die auf dem Fassboden abgelagerten Hefen als Suspension dem Wein zugeführt werden; dies verleiht ihm mehr Volumen und Struktur.

### Lagerung
Die meisten Weißweine können bis zu vier Jahre gelagert werden, ohne starken negativen Veränderungen ausgesetzt zu sein. Manche Weißweine – vor allem auch Süßweine, die mittels Edelfäule gewonnen wurden – können 10 bis 20, einzelne sogar über 200 Jahre überstehen und immer noch trinkbar sein.
Entscheidend für die längerfristige Lagerfähigkeit sind mehrere Faktoren. Wein sollte im Allgemeinen lichtgeschützt, bei mäßigen, konstanten Temperaturen („Kellertemperatur“) und zum Schutz vor Oxidation durch Reduktion unter weitgehendem Luftabschluss gelagert werden. Dies kann entweder in spundvollen Fässern geschehen oder auch in Flaschen, wobei Flaschen liegend zu lagern sind, um den Korken feucht zu halten, da ein austrocknender Korken mit der Zeit zunehmend luftdurchlässig wird. Außerdem hat die Sterilität und Sorgfalt im Herstellungsprozess einen großen Einfluss, da sie den Gehalt an Mikroorganismen im fertigen Wein von vornherein minimieren kann und er somit „stabil“ bleibt. Des Weiteren haben die im Wein enthaltenen Fruchtsäuren, wie Wein- und Äpfelsäure, sowie Alkohol und Tannine eine antimikrobielle Wirkung. Eine Schwefelung erhöht ebenfalls die Lagerfähigkeit.

## Rotweinherstellung

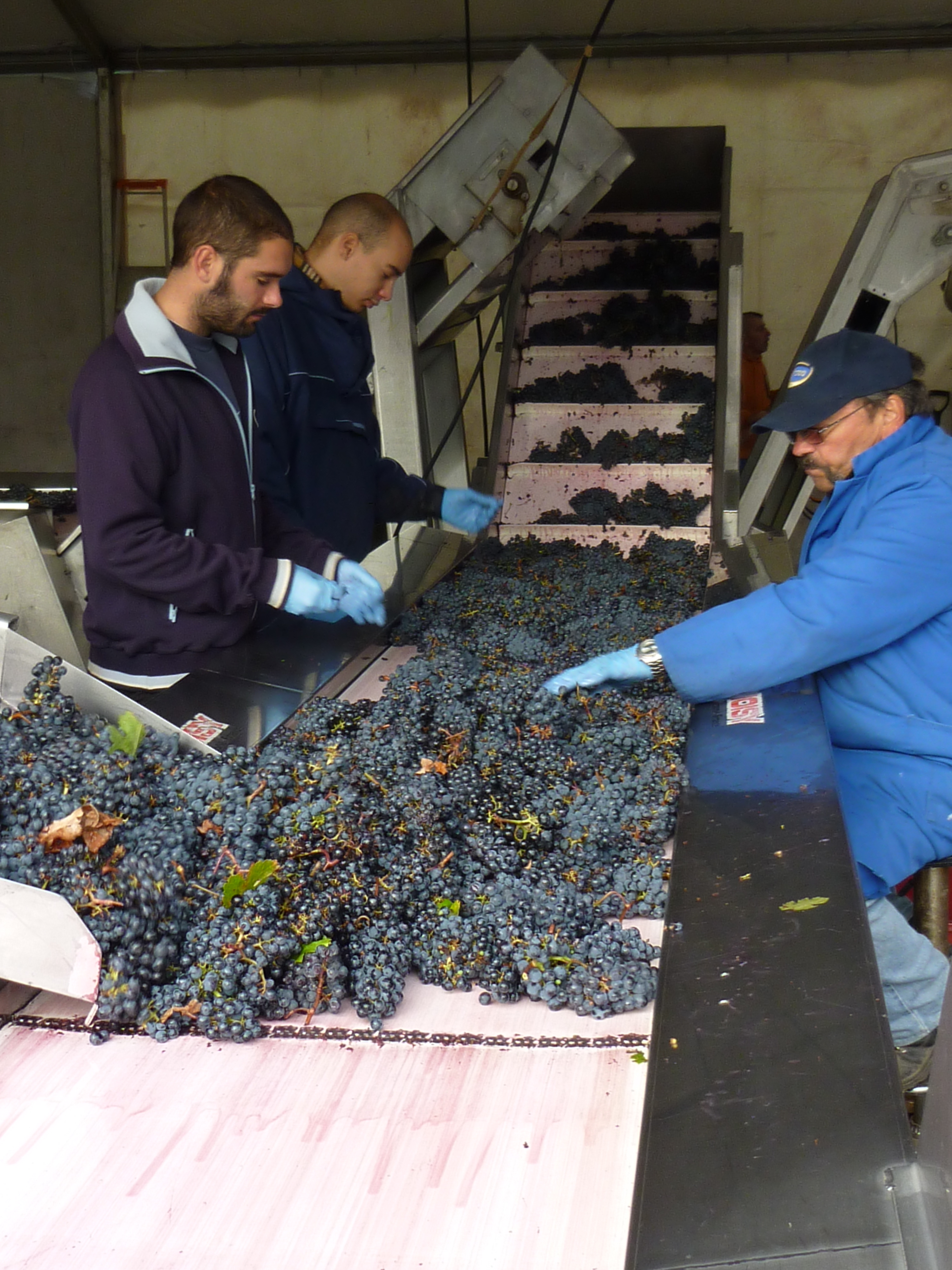
Traubenselektion am Bandförderer

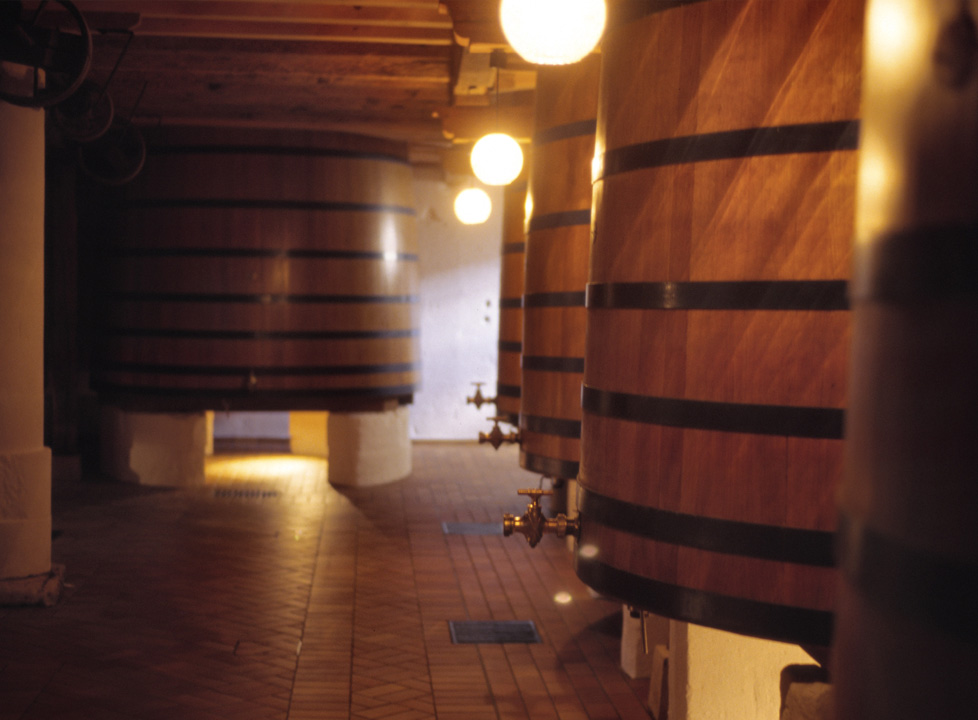
Holzbottiche (franz. cuves) aus Eiche sind traditionelle Gärbehälter der Rotweinherstellung.

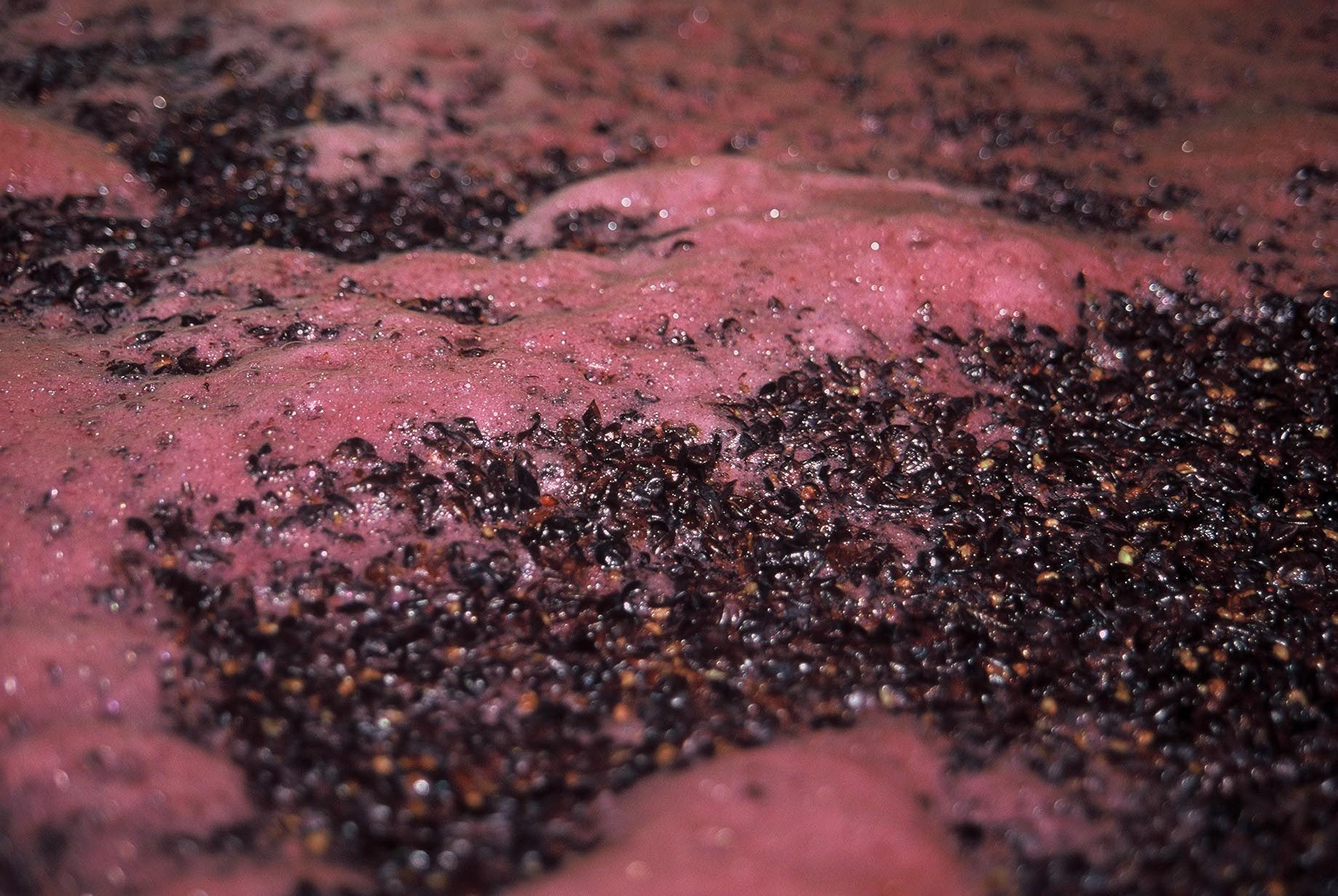
Maischehut des gärenden Pinot Noir. Die Bläschen entstehen durch Kohlenstoffdioxid, das bei der Gärung freigesetzt wird.

Der wichtigste Unterschied zum Weißwein ist die Reihenfolge der Arbeitsschritte. Nicht der Most, sondern die Maische wird, wenn notwendig, angereichert (Zuckerzusatz) und vergoren. Dies geschieht, weil sich fast alle Farbstoffe in den Schalen der Trauben befinden. Diese Farbstoffe werden vom entstehenden Alkohol aus den roten Fruchtschalen gelöst. Erst nach der Gärung wird gekeltert. Es ergibt sich also folgende Reihenfolge, wobei die Funktionen der einzelnen Arbeitsschritte denen der Weißweinbereitung gleichen:

### Maischen
Das Maischen ist nach der Lese und der Traubenselektion der nächste Prozessschritt zum Erzeugen von Wein. Einmaischen bedeutet das Zerreißen und Aufbrechen der Beerenhäute, das Freisetzen des Traubensaftes sowie das Mischen der festen und flüssigen Bestandteile der Trauben. Für hochwertige Rotweine hat sich in den letzten Jahren das Verfahren der Kaltmazeration durchgesetzt. Hierbei wird die Maische stark heruntergekühlt und der Gärbeginn damit um einige Tage herausgezögert. Dies ermöglicht die Extraktion feinerer Fruchtaromen.
Ein spezielles Verfahren zur Rotweinbereitung stellt die Kohlensäuremaischung dar. Bei dieser wird auf ein Zerdrücken der Beeren weitgehend verzichtet. Das Resultat sind sehr fruchtbetonte, jung zu trinkende Weine. Jung zu trinkende Weine bedeuten, dass sie nicht lange reifen müssen.

### Gärung
Die Gärung der Maische kommt in der Regel von allein in Gang, da Hefen zum Einleiten der Gärung omnipräsent sind. Häufig jedoch mag der Winzer nicht einfach beliebige, zufällige Hefen das Gären beginnen lassen, und gibt stattdessen besonders ausgewählte Hefen, so genannte Reinzuchthefen der Maische zu. Diese Hefen sollen reproduzierbare, gute Gäreigenschaften sicherstellen. Jedoch wird die Verwendung von Reinzuchthefen auch der Kritik unterzogen, da hiermit ein Trend zur Verarmung durch Standardisierung oder Vereinheitlichung nicht ganz abgestritten werden kann.
Bei der Rotweinherstellung bleibt die Maische zu Teilen über Wochen stehen; der Gärprozess findet mit den flüssigen und festeren Bestandteilen der Traube gemeinsam statt. Die hierzu eingesetzten Gärbehältnisse sind heutzutage oftmals so eingerichtet, dass mittels Kühlschlangen die bei der Gärung entstehende Prozesswärme kontrolliert abgeführt werden kann. Das lange Verbleiben auf der Maische dient der intensiven Extraktion der Farbstoffe aus den Beerenhäuten und der Tanningewinnung. Tannine sind eine wichtige Komponente für die Struktur des Rotweines und bestimmen wesentlich seine Haltbarkeit. Während der Maischegärung neigen die meisten der festen Bestandteile in den Gärbottichen zum Aufschwimmen, da sie durch die anhaftende Gärungskohlensäure spezifisch leichter als der Most werden. Entweder wird dieser „Tresterhut“ gelegentlich untergetaucht (von Hand, Pigeage oder mittels Druckluft-betätigten Sieben), oder der entstehende junge Wein wird unten abgezogen und von oben wieder über den Tresterhut gepumpt (Remontage).
Welches Material der Winzer für den Gärbehälter bevorzugt, ist Geschmackssache. Traditionelle Holz- und Betonbehälter lassen sich schwerer kühlen, halten aber die einmal erreichte Temperatur stabiler. Die seit Mitte der 1960er-Jahre aufgekommenen Edelstahlbehälter lassen sich einfacher kühlen, reagieren aber auch empfindlicher auf Änderungen der Kellertemperatur. An die einmal getroffene Entscheidung ist der Winzer typischerweise lange Zeit gebunden, nicht nur aus Kosten-, sondern auch aus Gewichtsgründen: Betontanks wiegen mehrere Tonnen.
Wie lange der Rotwein auf der Maische gärt, hängt vor allem von der Gärtemperatur ab. Je niedriger sie ist, desto langsamer gärt die Maische. Umgekehrt gilt: je höher sie ist, desto rascher geht die Gärung vonstatten. Einfache Rotweine wie Valpolicella oder Beaujolais gären etwa vier Tage auf der Maische. Gehaltvollere Rotweine wie Elsässer Pinot Noir oder Badischer Spätburgunder haben etwa acht Tage Schalenkontakt. Bei schwereren Rotweinen wird oft eine etwa 15-tägige Maischegärung durchgeführt. Traditionelle Barolos oder Cabernet Sauvignons können bis zu vier Wochen auf der Maische belassen werden.

### Pressen
Pressen ist das Trennen der Maische in eine feste und eine flüssige Phase. Früher wurde dies mit Korbpressen durchgeführt, die als Vertikal-Spindelpressen in Holz ausgeführt wurden. In neuerer Zeit werden horizontale, pneumatisch betätigte Tankpressen aus nichtrostendem Stahl verwendet, die entweder als sogenannte „offene Pressen“ oder als „geschlossene Pressen“ (Pressen unter Luftabschluss durch Inertgas) angeboten werden.
Der Großteil des Rotweines fließt ohne Pressung ab. Der durch die Pressung gewonnene Wein heißt Presswein und enthält etwa viermal so viele Tannine wie der Vorlaufwein. Im weiteren Ausbau entscheidet der Winzer, inwieweit er den Presswein wieder hinzufügt.

### Ausbau

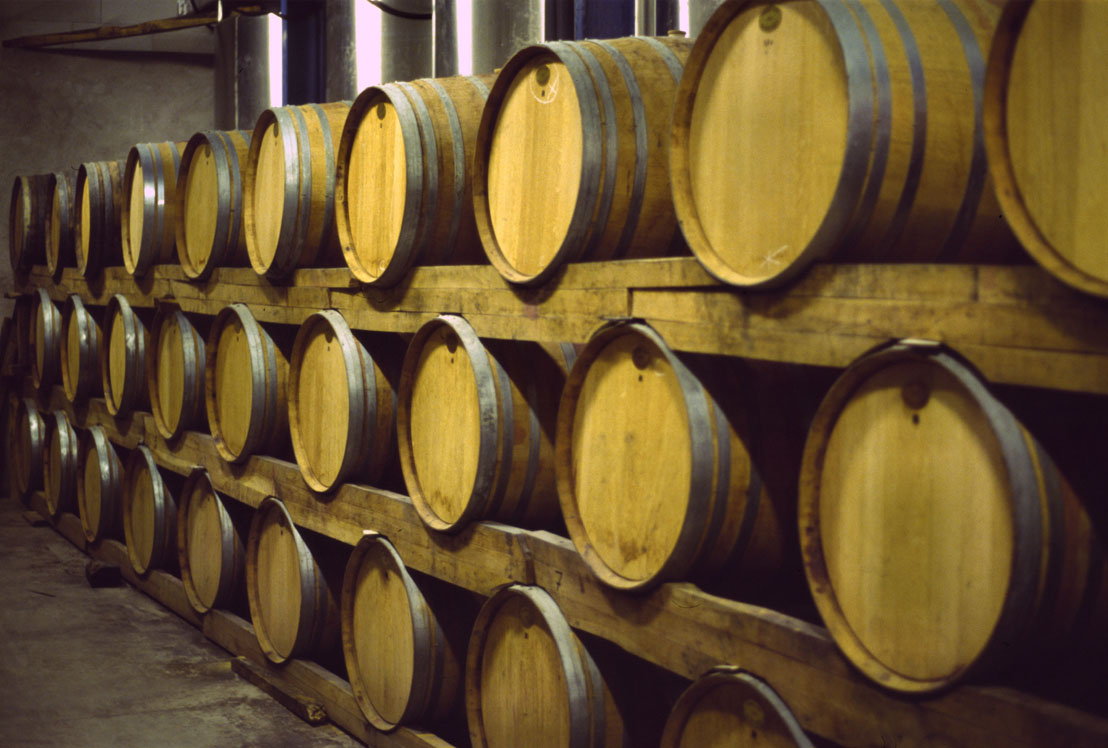
Barriquelager in einer französischen Weinkellerei

Der vergorene Wein wird im Keller in Fässern, Tanks oder Gärbehältern gelagert und so über mehrere Wochen bis Jahre ausgebaut. Je länger der Ausbau erfolgt, desto kostenintensiver ist er. Vereinzelt ist auch der in der Antike vorherrschende Ausbau in tönernen Amphoren (in Georgien: Quevri) anzutreffen.
Hochwertige, kräftige Weine reifen teilweise einige Monate bis mehrere Jahre in Barriquefässern. Dabei nimmt der Wein, je nachdem wie oft ein Fass schon benutzt wurde, Geschmacks-, Gerb- und Farbstoffe des Holzes auf. Die Wahl eines Holzfasses (Holzart, Fassgröße) hat Einfluss drauf, ob der Wein beim Ausbau eine oxidativ oder reduktiv gerichtete Prägung erfährt. Zudem hat das Fass Einfluss auf die Struktur und damit auch auf die Aromatik eines Weins. (→ Aromen im Wein) Eine wichtige Rolle spielt dabei das Alter des Fasses, also wie oft es zuvor in Gebrauch war. Bei neuen Fässern kann der Holzton mitunter sehr stark sein. Gute Ergebnisse erzielen viele Winzer durch den Ausbau des Weins in alten und neuen Fässern sowie in Tanks und dem späteren Verschneiden der unterschiedlich ausgebauten Chargen.
Der Abstich erfolgt in bestimmten Zeitabständen, um den Wein von den Trubstoffen zu befreien, die sich in den Behältnissen unten sammeln. Dabei kann auch auf andere Behältnisse umgepumpt und bedarfsweise gefiltert werden. Vor der Abfüllung werden die meisten Weine geschönt und filtriert.

### Reifung
Die meisten Rotweine können später im Keller bis zu vier Jahre gelagert werden, ohne starken negativen Veränderungen ausgesetzt zu sein. Manche Rotweine können 10 bis 20, einzelne sogar mehr als 200 Jahre überstehen und immer noch trinkbar sein. Für die Chance auf das Altern ist die Rebsorten-Zusammensetzung sehr wesentlich sowie die Qualität der Arbeit in Weinberg und Keller. Am längsten haltbarer Rotwein dürfte in der Regel der Bordeauxwein sein, der aus sehr guten Jahren und von guten Weingütern nicht selten zehn oder mehr Jahre lagern sollte, um den Höhepunkt des Trinkgenusses zu erzielen. Es existieren auch andere langlebige Rotweine außer Bordeaux (Burgunder und Barolos), jedoch sind deren Haltbarkeiten und Reifungszeiten in aller Regel weit schwerer einzuschätzen. Es gibt Bordeaux-Jahrgänge, deren höchstwertige Exemplare über 30 Jahre alt sind und 2006 immer noch nicht auf dem Höhepunkt ihrer Reifung angelangt waren (1975, siehe Jahrgang). Am anderen Rand des Spektrums gibt es Rotweine, die nur in den ersten zwei oder drei Jahren nach der Ernte verlässlichen Trinkgenuss versprechen; danach wächst das Ausfallrisiko rapide an.

## Roséweine
Echte Roséweine werden aus Rotweintrauben hergestellt, das Verfahren ähnelt der Weißweinherstellung, allerdings darf die Maische ein paar Stunden ruhen und angären, damit ein Teil der Farbstoffe aus den Schalen der Rotweintrauben gelöst wird. Zum Teil wird Roséwein auch dadurch gewonnen, dass von Rotweinmaische nach einigen Stunden oder Tagen ungefähr 10 bis 15 Prozent des Volumens abgezogen werden (Saignée-Verfahren). Der so erhaltene Roséwein ist zumeist farbtiefer und kräftiger, aber weniger fruchtig.
Beim so genannten Rotling werden Weiß- und Rotweintrauben zusammen eingemaischt oder die bereits fertigen Maischen verschnitten. Das Keltern muss jedoch gemeinsam erfolgen.

## Fruchtweine (auch Obstweine)
Bei der obigen Darstellung wurde von der traditionellen Weinbasis, den Weintrauben ausgegangen. In Deutschland haben sich vor allem in den Regionen nördlich des Mains auch andere Fruchtsorten zur Vergärung etabliert. Vielen Fruchtsorten muss, im Gegensatz zu den Trauben, etwas bei der Gärung nachgeholfen werden. Da sie nicht über genügend Fruchtzucker verfügen, wird dem Weinansatz eine entsprechende Menge Zucker zugesetzt. Ebenso ist bei manchen Früchten (Bananen, Erdbeeren) der Säuregehalt zu niedrig. Dieser kann bereits bei der Gärung durch Zugabe von 80-prozentiger Milchsäure erhöht werden.
Dieses Vorgehen ist auch in anderen Ländern üblich.
Obstweine sind nicht als Wein im Sinne des Weingesetzes zu betrachten, sie sind Teil der „weinähnlichen Getränke“.

## Fachsprache
Die deutschsprachige Fachterminologie der Weinherstellung erfasst das Wörterbuch der deutschen Winzersprache und der Wortatlas der kontinentalgermanischen Winzerterminologie.